# Hibbertia incana
Hibbertia incana är en tvåhjärtbladig växtart som först beskrevs av John Lindley, och fick sitt nu gällande namn av H.R. Toelken. Hibbertia incana ingår i släktet Hibbertia och familjen Dilleniaceae. Inga underarter finns listade i Catalogue of Life.